# Дилсберг (Пенсилванија)
Дилсберг (енгл. Dillsburg) град је у америчкој савезној држави Пенсилванија.

## Демографија
По попису из 2010. године број становника је 2.563, што је 500 (24,2%) становника више него 2000. године.
| Група             | 2000.         | 2010.         |
| Белци             | 2.001 (97,0%) | 2.421 (94,5%) |
| Афроамериканци    | 10 (0,5%)     | 23 (0,9%)     |
| Азијати           | 25 (1,2%)     | 29 (1,1%)     |
| Хиспаноамериканци | 6 (0,3%)      | 44 (1,7%)     |
| Укупно            | 2.063         | 2.563         |